# Сергій Зеньов
Сергі́й Зеньо́в (ест. Sergei Zenjov, нар. 20 квітня 1989, Пярну, Естонія) — естонський футболіст, нападник збірної Естонії та клубу «Флора».

## Біографія
Народився 20 квітня 1989 в Пярну, Естонія. Почав займатися футболом з шести років. У 2006 році грав за естонський «Пярну».
У сезоні 2007 18-річний нападник провів 22 гри чемпіонату Естонії і забив 14 голів. Перейшов до українських «Карпати» з естонського «ТВМК» у лютому 2008. Дебют у вищій лізі — 1 березня 2008, проти «Харкова» (1:0).
Перший вищоліговий гол за «Карпати» забив 27 липня 2008 року у ворота чемпіона України — донецького «Шахтаря» у Львові (1:1), вийшовши на заміну у другому таймі. Після цього на юнака звернули увагу тренери національної збірної Естонії — 20 серпня 2008 року нападник провів дебютну гру за збірну (проти Мальти) і відзначився двома гольовими пасами. А вже у другій грі за Естонію Сергій Зеньов забив гол — у домашньому поєдинку проти Бельгії (2:3).
3 липня 2014 року підписав з англійським клубом «Блекпул», що виступає в Чемпіоншипі, контракт за схемою 1+1. Зеньов отримав у «Блекпулі» 20-й номер. Відігравши лише 8 матчів і не знайшовши спільної мови з новим тренером, вирішив розірвати контракт на початку грудня і повернутися в Естонію.
14 січня 2015 року Зеньов продовжив кар'єру в московському «Торпедо», підписавши контракт до літа 2017 року. Проте вже того ж року клуб вилетів з Прем'єр-ліги і Зеньов покинув команду.
16 червня 2015 року став гравцем азербайджанської «Габали»

## Цікаві факти
- Улюблене кіно — «Діамантова рука»
- Улюблений мультфільм — «Черепашки Ніндзя»

## Титули та досягнення
- Кубок Естонії: 2006
- Суперкубок Естонії: 2006, 2021, 2024
- Чемпіон Естонії: 2022, 2023

## Статистика гравця

### Клубна статистика
Станом на 3 жовтня 2016 року.
| Клуб               | Сезон   | Ліга                         | Ліга | Ліга | Національний кубок | Національний кубок | Кубок ліги | Кубок ліги | Континентальні змагання | Континентальні змагання | Загалом | Загалом |
| Клуб               | Сезон   | Дивізіон                     | Ігри | Голи | Ігри               | Голи               | Ігри       | Голи       | Ігри                    | Голи                    | Ігри    | Голи    |
| ------------------ | ------- | ---------------------------- | ---- | ---- | ------------------ | ------------------ | ---------- | ---------- | ----------------------- | ----------------------- | ------- | ------- |
| «Вапрус» (Пярну)   | 2006    | Мейстріліга                  | 18   | 8    |                    |                    | –          | –          | –                       | –                       | 18      | 8       |
| «ТВМК» (Таллінн)   | 2006    | Мейстріліга                  | 12   | 3    |                    |                    | –          | –          | 2                       | 0                       | 14      | 3       |
| «ТВМК» (Таллінн)   | 2007    | Мейстріліга                  | 22   | 14   |                    |                    | –          | –          | –                       | –                       | 22      | 14      |
| «ТВМК» (Таллінн)   | Загалом | Загалом                      | 34   | 17   | 0                  | 0                  | 0          | 0          | 0                       | 0                       | 34      | 17      |
| «Карпати (Львів)»  | 2007–08 | Українська Прем'єр-ліга      | 11   | 0    |                    |                    | –          | –          | –                       | –                       | 11      | 0       |
| «Карпати (Львів)»  | 2008–09 | Українська Прем'єр-ліга      | 28   | 1    |                    |                    | –          | –          | –                       | –                       | 28      | 1       |
| «Карпати (Львів)»  | 2009–10 | Українська Прем'єр-ліга      | 25   | 3    | 1                  | 0                  | –          | –          | –                       | –                       | 26      | 3       |
| «Карпати (Львів)»  | 2010–11 | Українська Прем'єр-ліга      | 18   | 4    | 0                  | 0                  | –          | –          | –                       | –                       | 18      | 4       |
| «Карпати (Львів)»  | 2011–12 | Українська Прем'єр-ліга      | 17   | 1    | 2                  | 1                  | –          | –          | 10                      | 2                       | 29      | 4       |
| «Карпати (Львів)»  | 2012–13 | Українська Прем'єр-ліга      | 10   | 3    | 1                  | 1                  | –          | –          | 3                       | 1                       | 14      | 5       |
| «Карпати (Львів)»  | 2013–14 | Українська Прем'єр-ліга      | 28   | 9    | 1                  | 0                  | –          | –          | –                       | –                       | 29      | 9       |
| «Карпати (Львів)»  | Загалом | Загалом                      | 137  | 21   | 5                  | 2                  | 0          | 0          | 13                      | 3                       | 155     | 26      |
| «Блекпул»          | 2014–15 | Чемпіонат Футбольної ліги    | 8    | 0    | 0                  | 0                  | 1          | 0          | –                       | –                       | 9       | 0       |
| «Торпедо» (Москва) | 2014–15 | Російська Прем'єр-ліга       | 10   | 0    | 0                  | 0                  | –          | –          | –                       | –                       | 10      | 0       |
| «Габала»           | 2015–16 | Азербайджанська Прем'єр-ліга | 26   | 2    | 2                  | 0                  | –          | –          | 14                      | 3                       | 42      | 5       |
| «Габала»           | 2016–17 | Азербайджанська Прем'єр-ліга | 6    | 0    | 0                  | 0                  | –          | –          | 10                      | 4                       | 16      | 4       |
| «Габала»           | Загалом | Загалом                      | 32   | 2    | 2                  | 0                  | -          | -          | 24                      | 7                       | 58      | 9       |
| Загалом            | Загалом | Загалом                      | 239  | 48   | 7                  | 2                  | 1          | 0          | 39                      | 10                      | 287     | 60      |

### Збірна
Станом на 31 серпня 2016.
| Команда | Рік     | Ігри | Голи |
| ------- | ------- | ---- | ---- |
| Естонія |         |      |      |
| 2008    | 3       | 1    |      |
| 2009    | 8       | 2    |      |
| 2010    | 4       | 1    |      |
| 2011    | 6       | 1    |      |
| 2012    | 0       | 0    |      |
| 2013    | 11      | 2    |      |
| 2014    | 8       | 0    |      |
| 2015    | 8       | 2    |      |
| 2016    | 2       | 0    |      |
| Загалом | Загалом | 50   | 10   |